# 한채윤 (1984년)
한채윤(1984년 1월 27일 ~ )은 대한민국의 싱어송라이터이다.

## 경력
- 2000년 잡지 《에꼴》의 모델로 데뷔
- 2012년 뮤지컬 《심야식당》 치도리 미유키 역
- 2013년 싱글앨범 《너무 흔한 이야기》 발표
- 2014년 첫 정규앨범 《trouvere》 발표

## 출연작

### 영화
- 2006년 《가족의 탄생》 ... 준호 여자친구 역
- 2006년 《코코아》 ... 주연
- 2007년 《수》 ... 표구점 여직원 역

### 드라마
- MBC TV, 《베스트극장 중독》

### 뮤지컬
- 2012년 ~ 2013년 《심야식당》 ... 엔카 가수 치도리 미유키 역

### 연극
- 《왕은 왕이다》
- 남산 공동연작프로젝트 《너의 왼손》

## 작품

### 앨범
- 《너무 흔한 이야기》 (2013)
- 《시월의 하늘》 (2013)
- 《trouvere》 (2014)